# Новое Никольское (Тверская область)
Новое Никольское — деревня в Калязинском районе Тверской области. Входит в состав Старобисловского сельского поселения.

## География
Находится в юго-восточной части Тверской области на расстоянии приблизительно 10 км на восток-юго-восток по прямой от районного центра города Калязин.

## История
Была отмечена еще на карте Менде (состояние местности на 1848 год). В 1859 году здесь (тогда деревня Калязинского уезда Тверской губернии) было учтено 13 дворов, в 1978 — 16.

## Население
Численность населения: 93 человека (1859 год), 26 (русские 100 %) в 2002 году, 30 в 2010.